# 菲律賓裔加拿大人
菲律賓裔加拿大人（法語：Canadiens philippins；菲律賓語：Mga Pilipinong Kanadyense）是加拿大人的其中一個族群。菲律賓裔加拿大人是海外菲律賓人的第四大亞群，也是加拿大增長最快的群體之一。
直到20世紀末，只有少數菲律賓人居住在加拿大。在2016年加拿大人口普查中，有851,410名菲律賓人後裔居住在加拿大，其中大部分居住在城市地區。菲律賓裔加拿大人是全國第三大亞裔加拿大人群體，僅次於印度人和華人社區。他們也是該國最大的東南亞群體。在2011年至2016年的人口普查期間，加拿大的菲律賓社區人數從702,200人增加到820,100人，增長了約7%，而加拿大其他地區同期增長了5%。
到2021年人口普查時，菲裔加拿大人有957,355人，佔總人口的2.58%，進一步顯示該社區的快速增長。

## 人口統計
大多數移民到加拿大的菲律賓人選擇定居在大城市地區，那里往往會有更多的工作機會和更有活力的社區，這些地區包括：大溫哥華、大卡爾加里地區、埃德蒙頓都會區、溫尼伯市、大多倫多地區和大蒙特利爾地區。根據加拿大統計局的預計，到2031年，菲律賓裔加拿大族群人口預計將達到190萬至210萬。如果美國仍然保持嚴格的移民措施，可能仍會有大量菲律賓人選擇移民至加拿大。值得注意的是，加拿大現在的菲律賓人口比例是菲律賓前殖民者美國的兩倍多。
| 每年獲得加拿大永久居留權的菲律賓國民人數 | 每年獲得加拿大永久居留權的菲律賓國民人數 | 每年獲得加拿大永久居留權的菲律賓國民人數 | 每年獲得加拿大永久居留權的菲律賓國民人數 |
| 年份                                     | 獲得居留權的菲律宾國民人數               | 獲得居留權的永久居民總數                 | 接納永久居民的比例                       |
| ---------------------------------------- | ---------------------------------------- | ---------------------------------------- | ---------------------------------------- |
| 2002                                     | 11,011                                   | 229,048                                  | 4.8%                                     |
| 2003                                     | 11,987                                   | 221,349                                  | 5.4%                                     |
| 2004                                     | 13,303                                   | 235,823                                  | 5.6%                                     |
| 2005                                     | 17,525                                   | 262,242                                  | 6.7%                                     |
| 2006                                     | 17,718                                   | 251,640                                  | 7%                                       |
| 2007                                     | 19,067                                   | 236,753                                  | 8.1%                                     |
| 2008                                     | 23,727                                   | 247,246                                  | 9.6%                                     |
| 2009                                     | 27,277                                   | 252,174                                  | 10.8%                                    |
| 2010                                     | 36,580                                   | 280,691                                  | 13%                                      |
| 2011                                     | 34,991                                   | 248,748                                  | 14.1%                                    |
| 2012                                     | 34,314                                   | 257,895                                  | 13.3%                                    |
| 2013                                     | 29,539                                   | 258,953                                  | 11.4%                                    |
| 2014                                     | 40,032                                   | 260,282                                  | 15.4%                                    |
| 2015                                     | 50,846                                   | 271,847                                  | 18.7%                                    |

### 2011 年加拿大人口普查
- 多倫多 – 132,445 (5.1%)
- 溫尼伯 – 56,400 (8.7%)
- 卡爾加里 – 47,350 (4.4%)
- 密西沙加 – 39,800 (5.6%)
- 埃德蒙頓 – 36,565 (4.6%)
- 溫哥華 – 35,490 (6.0%)
- 素里 – 26,480 (5.7%)
- 蒙特利爾 – 21,750 (1.3%)
- 賓頓 – 17,905 (3.4%)
- 本拿比 – 12,905 (5.9%)
- 列治文 – 12,670 (6.7%)
- 渥太華 – 10,530 (1.2%)

來源:

## 民生
直至2016年，菲律賓裔加拿大人仍是一個相對較新的移民群體，其中大多數是在2000年之後移民至此的；大多數人認為自己是第一代或第1.5代移民（指年幼時就已經移民至此，從小已受當地文化影響）。在 780,130名菲律賓裔加拿大人中，只有13,125人認為自己是第三代移民。
相對於其他有色人種而言，菲律賓裔加拿大人的貧困率很低。2015年，菲律賓裔加拿大人的貧困率為7.4%，是所有有色人種中最低的。菲律賓裔加拿大人在所有少數族裔中失業率最低，男性和女性的失业率分別為5.8%和4.7%。
在大溫哥華地區，90%的菲律賓移民能在抵達該市後的五年內找到工作，只有不到10%的人被歸類為低收入群體，有60%的菲裔移民的人擁有自己的住房。
與其他一些有色人種的少數族裔相比，菲律賓裔加拿大人從事醫療保健行業和社會援助行業的比例更高。